# 아프리카 배구 연맹
아프리카 배구 연맹(프랑스어: Confédération Africaine de Volleyball, 영어: African Volleyball Confederation, CAVB)은 아프리카의 배구 종목을 총괄하는 국제 스포츠 행정 기구이다. 이 단체는 아프리카 배구 선수권 대회 등 아프리카 지역의 국제 배구 대회를 운영하고 있다. 또한 국제 배구을 관장하는 6개 대륙 협회 중 하나로 54개 회원국이 가입되어 있다. 본부는 모로코 라바트에 있다.

## 같이 보기
- 국제 배구 연맹